# IEEE 802.11p
IEEE 802.11p — технология Wi-Fi, разработанная для беспроводной передачи информации между высокоскоростными транспортными средствами и объектами транспортной инфраструктуры с целью создания интеллектуальной транспортной системы. Используемый частотный диапазон — 5.9 ГГц (5.85-5.925 ГГц).

## История
Группа для разработки стандарта IEEE 802.11p была сформирована в ноябре 2004 года под руководством Ли Армстронга (Lee Armstrong). Техническим редактором была назначена Уэйн Фишер (Wayne Fisher). Версии стандарта появлялись с 2005 по 2009 годы. В апреле 2010 года 11-я версия была принята большинством голосов.

## Описание
802.11p является основой для выделенных коротких дистанций связи (DSRC), основанного на архитектуре "Communications Access for Land Mobiles" (CALM) Международной организации по стандартизации для сетей автомобильной связи, особенно для применений, таких как сбор тарифов, службы безопасности транспортных средств и коммерческие транзакции через автомобили. Конечной целью была создание национальной сети, позволяющей общение между транспортными средствами и точками доступа к дорогам или другими транспортными средствами. Эта работа была построена на предшественнике ASTM E2213-03 от ASTM International.
В Европе 802.11p используется как основа для стандарта ITS-G5, поддерживающего протокол GeoNetworking для коммуникации между транспортными средствами и инфраструктурой. ITS G5 и GeoNetworking стандартизируются группой Европейского института по стандартизации телекоммуникационного оборудования для интеллектуальных транспортных систем.